# المساعيد (قبيلة)
قبيلة المساعيد او بني مسعود وهي قبيلة عربية كبيرة تعود أصولها الى جنوب مكة غرب شبه الجزيرة العربية ولها انتشار واسع وكبير في بادية بلاد الشام ومصر والعراق وشمال غرب السعودية في البدع. بالإضافة الى الليث ومدن ساحل الحجاز وبعض مناطق نجد وغيرها. وكانت لهم امارة على مقاطعة جبل القدس. منهم الأمير عبد الله الضامن.

## النسب
يعود قبائل المساعيد في العالم العربي الى هذيل ثم الى جدهم مسعود بن هانئ المسعودي الهذلي من بني مسعود بن جابر وهم :
- بني مسعود بن جابر بن زيد بن قرد (عمرو) بن معاوية بن تميم بن سعد بن هذيل بن مدركة بن الياس بن مضر بن نزار بن معد بن عدنان.[4][5][4][6][7][8]

ذكرهم أبو علي الهجري في القرن الثالث الهجري فقال:
| المساعيد (قبيلة) | حدثني ابن نخلة المسعودي من بني قرد من هذيل وعدد بني قرد في بني مسعود | المساعيد (قبيلة) |

وقد نسبهم خطأً محمد سليمان الطيب الى بني شيبان وهو قول غير صحيح. وأنكر مؤرخ ونسابة عشائر المساعيد الدكتور راشد الأحيوي هذه النسبة وأوضح ان سبب الخطأ الذي وقع به بعض النسابة كان بسبب تشابه اسم جد قبيلة المساعيد مسعود بن جابر الهذلي باسم هاني بن مسعود الشيباني. والصحيح في نسبهم انهم من هذيل.

## الهجرة والأصل
ويعود تاريخ أول هجرات قبائل المساعيد إلى عام 340 هـ ، الموافق لعام 951 م . حيث هاجرت قبيلة المساعيد من بلادها التي تمتد من وادي الليث حتى شمال مكة وكان سبب هجرتهم هو صدامهم ورفضهم دفع الخاوة لولاة مكة آنذاك فهاجروا الى بلاد مدين المعروفة التي تقع قرب تبوك فكثروا بها وتفرقوا بعد ان ضاقت بهم وانتشروا الى الأردن وفلسطين. وشكلوا كيانا قويا. وكانوا بها حتى احداث مذبحة غزة فانتشروا الى سيناء وغيرها بالإضافة الى هجرة بعض عشائرهم الى العراق. وجميع عشائر المساعيد باختلاف تاريخ هجراتها تعود الى نسب واحد. قال نعوم شقير:
| المساعيد (قبيلة) | تفرق المساعيد ثلاث فرق: فرقة ذهبت شرقا فسكنت فارعة المسعودي ووراء حوران بسوريا، وفرقة ذهبت غربا فسكنت أرض سيناء ثم دخلت وادى النيل بمصر وعرفت بأولاد سليمان (الأمراء)، وبقي منهم بقية في بر قطية غرب العريش حافظت على اسم المساعيد - كما أسلفنا في التفصيل، وفرقة ذهبت جنوبا بشرق فسكنت وادي الليف (الليث) قرب البدع من أعمال الحجاز على نحو خمسين ميلا من العقبة | المساعيد (قبيلة) |

وفي ذكر الليث منبع وأصل المساعيد يقول الشاعر حسن بن عيد الأحيوي المسعودي:

وبقي منهم عدد في الليث الى اليوم. وتعتبر البدع مقرها الرئيسي والمكان الذي يُعرفون به، حتى أنه يُقال "بدع المساعيد". وذكرهم أحد الشعراء قائلاً:

## عنهم
كانوا في كثير من الأوقات يعتبرون من القوى البدوية الكبيرة في شمال شبه الجزيرة العربية وتعتبر من اهم قبائل البادية التي شاركت في الثورة العربية الكبرى بالإضافة الى بطرتها في عدد العشائر فقد كانت عشائر المساعيد كثيرة العدد ومنهم قبيلة الأحيوات التي سيطرت على كامل شبه جزيرة سيناء في القرن الثامن عشر. وتشن غارات على قبائل شبه الجزيرة العربية قال المستشرق الألماني اوبنهايم.
| المساعيد (قبيلة) | يسكن الأحيوات في القطاع الجنوبي الشرقي من التية وفي عربة وهم أحدث قبائل سيناء وتبدو العادات البدوية عندهم أقوى منها عند جيرانهم فما زال شعورهم بعلاقات النسب قويا وكانوا حتى ما قبل وقت قصير يقومون بغزوات يتوغلون فيها الى عمق شبه الجزيرة العربية | المساعيد (قبيلة) |

## فروعهم

### فيتبوكوالبدع
ومن فروعهم فيها :
| - الطرافية وفروعهم : - العودات - الجعلان - العماوية - اللبايدة وفروعهم : - بنو محيسن - ذوي رشيدة - ذوي إبراهيم - الغمَّضة - الصواوين - ابن سعد - ابن رفيع - ذوي موسى - النصيرات | - الجغاغمة - الحجايجة - الدهينات وفروعهم : - أبو رقيبة - الوسطي - ذوي سالم - ذوي حسن - العفصان - الجداعين - البحيرات وفروعهم : - الجرابعة - السلاميون - السراحين |

### فيالأردن.[17]
وتعتبر من اكبر عشائر الأردن على الاطلاق واليهم تعود عشائر عديدة ومن فروعهم فيها :
- عشيرة السرور
- عشيرة التوينة
- عشيرة القاسم
- عشيرة السليحي
- عشيرة اللويبد
- عشيرة العساف
- عشيرة الحمد
- عشيرة الغوطان
- عشيرة الخضير
- عشيرة الحظوظا
- عشيرة العويصي
- عشيرة المرشود
- عشيرة الهديب
- عشيرة الصالح
- عشيرة القورة
- عشيرة الجيجة
- عشيرة الرميس
- عشيرة الراشد
- عشيرة البطمه
- عشيرة العطيط
- عشيرة المدلج
- عشيرة الشيبات
- عشيرة الصويت
- عشيرة الرحيبة
- عشيرة السعيد
- عشيرة المزعل
- عشيرة العطنان
- عشيرة العيسى
- عشيرة اللاحم
- عشيرة الجهيلان
- عشيرة المحسان
- عشيرة السحيم
- عشيرة الهلال
- عشيرة الحماده
- عشيرة المعابره
- عشيرة المريدي
- عشيرة السنينات
- عشيرة الحطاب
- عشيرة المسحان
- عشيرة الشريدة
- عشيرة المسيلم
- عشيرة المدابره
- عشيرة النصار
- عشيرة الحصيني
- عشيرة الشبار
- عشيرة المسلط
- عشيرة العبيد الله
- عشيرة القليتات
- عشيرة السماحات
- عشيرة الدعاس
- عشيرة العربان
- عشيرة الرحمات
- عشيرة الدويان
- عشيرة الفلته
- عشيرة الغوانم
- عشيرة البويضات
- عشيرة السويدان
- عشيرة الهجو
- عشيرة البركات
- عشيرة العطية
- عشيرة القطيش
- عشيرة الوشل
- عشيرة الهزاع
- عشيرة العياش
- عشيرة الشما
- عشيرة البنوه
- عشيرة الحمود
- عشيرة الوادي
- عشيرة الصلمان
- عشيرة المجلد
- عشيرة المداحله
- عشيرة الذبيان
- عشيرة العبدون
- عشيرة العويرض
- عشيرة القطيفان

2 - (السمارات) وهم:
- عشيرة البريك
- عشيرة المعازره
- عشيرة السميران
- عشيرة زبيد
- عشيرة القنيص
- عشيرة النعيمات
- عشيرة البنيان
- عشيرة المسارح
- عشيرة السوالمة
- عشيرة العودة
- عشيرة الفراج
- عشيرة التيار
- عشيرة الغنيم

### فيالعراق.[6]
وهم ذرية الشيخ عطيش بن شبرم المسعودي الهذلي انتقل من مكة المكرمة الى العراق ومعه عدد من المساعيد في القرن العاشر الهجري (900 هـ) وهم امارة اليوم وبينهم وبين شمر حلف جوار وينتشرون في جميع محافظات العراق ويقدر عددهم بحوالي مليون الى مليونين نسمه. ومن فروعهم في العراق :
| - عشيرة القوام (الكوام) - عشيرة الفرحان - عشيرة البغدادي (ذي قار) - عشيرة الشايع - عشيرة الغربان - عشيرة المناجدة - عشيرة الأخيدم - عشيرة العزيزات - عشيرة البحيرات - عشيرة الضبور - عشيرة العزيز - عشيرة القضاة (الكضاة) - عشيرة الغيلان - عشيرة النميات - عشيرة الشبابات | - عشيرة الجمعة - عشيرة الرويعيين - عشيرة الغوانم - عشيرة الطحيم - عشيرة الاخيدم - عشيرة النميات - عشيرة العكابات - عشيرة العواد - عشيرة الطويلع - عشيرة الهوشان - عشيرة الهنداس - عشيرة العزيزات - عشيرة المناجعة - عشيرة الرملي - عشيرة الدباغ |

### فيفلسطين
ومن فروعهم فيها :
| - ال خليل - ال الضامن - ال الضمين - ال فاضل - عشيرة المحاميد | - ال الدريعي - ال فضيل - الديراباني - الفحيلي - عشيرة العباسنه |

ويوجد العديد من عشائر المساعيد في دول أخرى مثل تونس وليبيا والسودان وغيرها.